# Achterste Erm
Pour les articles homonymes, voir Erm.
Achterste Erm est un village situé dans la commune néerlandaise de Coevorden, dans la province de Drenthe. Le village compte environ 100 habitants.